# بارکیس
بارکیس (به ایتالیایی: Barcis) یک کومونه در ایتالیا است که در استان پوردنونه واقع شده‌است.

## خصوصیات
بارکیس ۱۰۲٫۰ کیلومترمربع مساحت و ۲۷۱ نفر جمعیت دارد و ۴۰۹ متر بالاتر از سطح دریا واقع شده‌است.